# 蓮華寺 (会津若松市)
蓮華寺（れんげじ）は福島県会津若松市にあった真言宗の寺院。山号は松命山。明治初年に廃寺となった。
蘆名直盛の勧請で康暦元年（1379年）に建立され、開基は仁範で紀州の人物と伝わる。また仁範と観音の化身の逸話が伝わっている。
境内に残る観音堂は会津三十三観音14番札所・下荒井観音（しもあらいかんのん）として聖観音を祀るが、元々は現在地より北にあった。別当寺は妙法寺という寺であったが、寛永年間（1624年 - 1645年）に廃寺となったため現在地にあった蓮華寺の境内に移されたという。